# Jarvis Landry
Jarvis Charles Landry (nacido el 28 de noviembre de 1992) es un jugador profesional de fútbol americano estadounidense que juega en la posición de wide receiver con los New Orleans Saints de la National Football League (NFL). Anteriormente jugó con los Miami Dolphins y los Cleveland Browns.

## Biografía
Landry asistió a Lutcher High School en Lutcher, Luisiana, donde practicó fútbol americano, baloncesto y atletismo. En su año sénior, logró 51 recepciones para 716 yardas y 11 touchdowns. Acabó su carrera con 241 recepciones para 3,902 yardas con 50 touchdowns, y corrió para 875 yardas y 14 touchdowns.
Tras su paso por el instituto, Landry se matriculó en la Universidad Estatal de Luisiana (LSU), donde jugó para los Tigers. Allí conoció a Odell Beckham Jr., formando uno de los mejores dúos de receptores universitarios.

## Carrera profesional

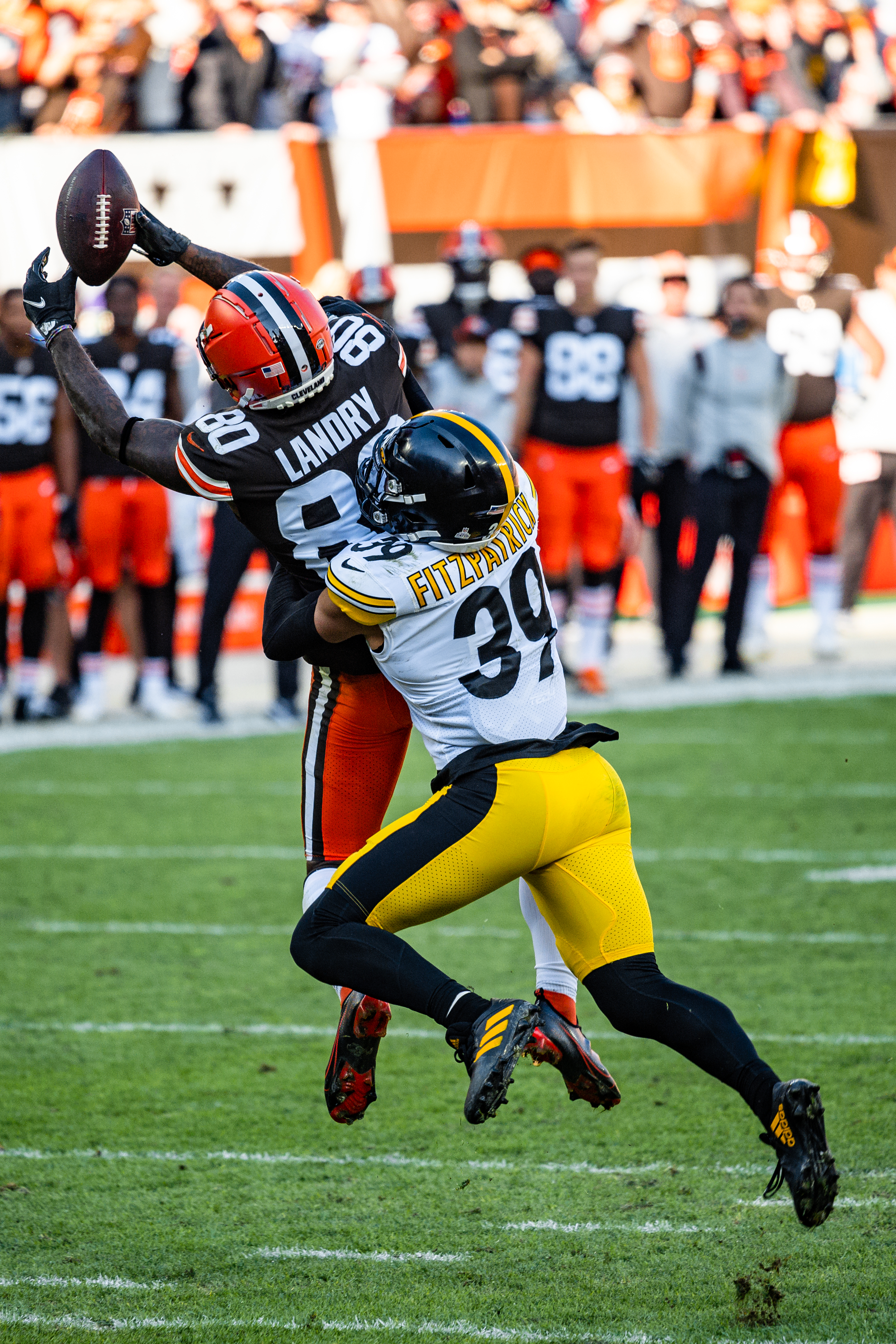
El Safety de los Pittsburgh Steelers, Minkah Fitzpatrick, cubriendo al Wide Reciever de los Cleveland Browns, Jarvis Landry, en un juego el 31 de octubre de 2021.

### Miami Dolphins
Landry fue seleccionado por los Miami Dolphins en la segunda ronda (puesto 63) del draft de 2014.
En la temporada 2015-16, Landry rompió el récord de la franquicia (en manos de O. J. McDuffie) por más recepciones en una temporada, con 110.

### Cleveland Browns
El 9 de marzo de 2018, Landry fue traspasado a los Browns a cambio de una cuarta ronda del draft de 2018 y una séptima del draft de 2019.
Jarvis fue cortado por los Browns el 14 de marzo de 2022

### New Orleans Saints
Landry firmó un contrato de un año con los New Orleans Saints el 13 de mayo de 2022.

## Estadísticas generales
|  | Seleccionado al Pro Bowl |

| Año   | Equipo | Juegos | Juegos | Recepciones | Recepciones | Recepciones | Recepciones | Recepciones | Recepciones | Acarreos | Acarreos | Acarreos | Acarreos | Acarreos | Acarreos | Balones sueltos |
| Año   | Equipo | GP     | GS     | Rec         | Yds         | Avg         | Long        | TD          | 1D          | Att      | Yds      | Avg      | Long     | TD       | 1D       | Balones sueltos |
| ----- | ------ | ------ | ------ | ----------- | ----------- | ----------- | ----------- | ----------- | ----------- | -------- | -------- | -------- | -------- | -------- | -------- | --------------- |
| 2014  | MIA    | 16     | 11     | 84          | 758         | 9.0         | 25          | 5           | 50          | 2        | -4       | -2.0     | 4        | 0        | 0        | 7               |
| 2015  | MIA    | 16     | 14     | 110         | 1,157       | 10.5        | 50          | 4           | 60          | 18       | 113      | 6.3      | 22       | 1        | 8        | 1               |
| 2016  | MIA    | 16     | 16     | 94          | 1,136       | 12.1        | 71          | 4           | 53          | 5        | 17       | 3.4      | 13       | 0        | 1        | 2               |
| 2017  | MIA    | 16     | 16     | 112         | 987         | 8.8         | 49          | 9           | 62          | 1        | -7       | -7.0     | -7       | 0        | 0        | 4               |
| 2018  | CLE    | 16     | 14     | 81          | 976         | 12.0        | 51          | 4           | 44          | 3        | 60       | 20.0     | 51       | 1        | 2        | 1               |
| 2019  | CLE    | 16     | 16     | 83          | 1,174       | 14.1        | 65          | 6           | 55          | 1        | 10       | 10.0     | 10       | 1        | 0        | 0               |
| 2020  | CLE    | 15     | 14     | 72          | 840         | 11.7        | 32          | 3           | 46          | 4        | 10       | 2.5      | 5        | 1        | 2        | 2               |
| 2021  | CLE    | 12     | 12     | 52          | 570         | 11.0        | 38          | 2           | 30          | 6        | 40       | 6.7      | 16       | 2        | 4        | 3               |
| Total | Total  | 123    | 113    | 688         | 7598        | 11.0        | 71          | 37          | 400         | 40       | 239      | 6.0      | 51       | 5        | 18       | 20              |

Fuente: Pro-Football-Reference.com

## Récords

### Miami Dolphins
- Mayor número de recepciones en una temporada: 112 (2017)